# 遺伝カウンセリング
遺伝カウンセリング（いでんカウンセリング）とは、19世紀末から20世紀初頭の優生学の反省に端を発した遺伝性疾患に関する悩みを抱える当事者に対する医療行為の1つである。専門の医師や遺伝カウンセラーなどが遺伝学的情報を家族に説明するとともに心理的支援や社会的な支援を総合的に提供するものである。日本遺伝カウンセリング学会という学会も存在する。